# Република Македонија на Летњим олимпијским играма 2016.
Република Македонија (под званичним именом Бивша Југословенска Република Македонија) ће учествовати на Летњим олимпијским играма 2016. које ће се одржати у Рио де Жанеиру (Бразил) од 5. до 21. августа 2016. године. Биће то њихово 6 учешће као самосталне земље на ЛОИ (а укупно једанаесто).
Македонију на овим Играма представља укупно 6 спортиста који се такмиче у 4 спорта (2 мушкарца и 4 девојке), а сви спортисти су учешће на Играма обезбедили преко специјалних позивница. Националну заставу на свечаној церемонији отварања Игара носиће пливачица Анастасија Богдановски.

## Учесници по спортовима
| Спорт      | Мушкарци | Жене | Укупно |
| ---------- | -------- | ---- | ------ |
| Атлетика   | 1        | 1    | 2      |
| Стрељаштво | 0        | 1    | 1      |
| Пливање    | 1        | 1    | 2      |
| Џудо       | 0        | 1    | 1      |
| 4 спорта   | 2        | 4    | 6      |

## Атлетика
Мушкарци
| Атлетичар    | Дисциплина | Квалификације | Квалификације | Четвртфинале | Четвртфинале | Полуфинале | Полуфинале | Финале   | Финале  |
| Атлетичар    | Дисциплина | Резултат      | Пласман       | Резултат     | Пласман      | Резултат   | Пласман    | Резултат | Пласман |
| ------------ | ---------- | ------------- | ------------- | ------------ | ------------ | ---------- | ---------- | -------- | ------- |
| Ристе Пандев | 100 м      |               |               |              |              |            |            |          |         |

Жене
Track & road events
| Атлетичарка  | Дисциплина    | Квалификације | Квалификације | Полуфинале | Полуфинале | Финале   | Финале  |
| Атлетичарка  | Дисциплина    | Резултат      | Пласман       | Резултат   | Пласман    | Резултат | Пласман |
| ------------ | ------------- | ------------- | ------------- | ---------- | ---------- | -------- | ------- |
| Дрита Ислами | 400 м препоне |               |               |            |            |          |         |

## Пливање
Македонски олимпијски комитет је добио две позивнице за учешће на пливачким такмичењима од стране ФИНА.
Мушкарци
| Пливач          | Дисциплина     | Квалификације | Квалификације | Полуфинале | Полуфинале | Финале | Финале |
| Пливач          | Дисциплина     | Време         | Плас.         | Време      | Плас.      | Време  | Плас.  |
| --------------- | -------------- | ------------- | ------------- | ---------- | ---------- | ------ | ------ |
| Марко Блажевски | 200 м мешовито |               |               |            |            |        |        |

Жене
| Пливачица              | Дисциплина     | Квалификације | Квалификације | Полуфинале | Полуфинале | Финале | Финале |
| Пливачица              | Дисциплина     | Време         | Плас.         | Време      | Плас.      | Време  | Плас.  |
| ---------------------- | -------------- | ------------- | ------------- | ---------- | ---------- | ------ | ------ |
| Анастасија Богдановски | 200 м слободно |               |               |            |            |        |        |

## Стрељаштво
Захваљујући специјалној позивници Македонија ће се такмичити у стрељаштву на ЛОИ 2016. године.
Жене
| Стрелкиња    | Дисциплина          | Квалификације | Квалификације | Финале            | Финале            |
| Стрелкиња    | Дисциплина          | Резултат      | Пласман       | Резултат          | Пласман           |
| ------------ | ------------------- | ------------- | ------------- | ----------------- | ----------------- |
| Нина Балабан | ваздушна пушка 10 м | 407,7         | 42/51         | Није се пласирала | Није се пласирала |

## Џудо
Македонски олимпијски комитет је добио специјалну позивницу за учешће на олимпијском турниру у Рију.
| Џудисткиња         | Ктегорија   | Прво коло           | Осмина финала       | Четвртфинале        | Полуфинале          | Репесаж             | Финале/ БМ          | Финале/ БМ |
| Џудисткиња         | Ктегорија   | Противница Резултат | Противница Резултат | Противница Резултат | Противница Резултат | Противница Резултат | Противница Резултат | Плас.      |
| ------------------ | ----------- | ------------------- | ------------------- | ------------------- | ------------------- | ------------------- | ------------------- | ---------- |
| Катерина Николоска | жене -63 кг | Катипоглу (TUR) ·   |                     |                     |                     |                     |                     |            |